# ثيودور جودريدج روبرتس
ثيودور جودريدج روبرتس (بالإنجليزية: Theodore Goodridge Roberts)‏‏ (7 يوليو 1877 في فريدريكتون - 24 فبراير 1953 في ديغبي، نوفا سكوتيا ‏) روائي، وشاعر من كندا.

## الجوائز
- زمالة الجمعية الملكية الكندية

## روابط خارجية
- ثيودور جودريدج روبرتس على موقع ميوزك برينز (الإنجليزية)